# Naděžda Kavalírová
Naděžda Kavalírová, rozená Morávková (13. listopadu 1923 Opočno – 20. ledna 2017 Pardubice) byla předsedkyně Konfederace politických vězňů České republiky a od prosince 2007 do prosince 2012 předsedkyně Rady Ústavu pro studium totalitních režimů.

## Životopis
V mládí byla členkou České strany národně sociální. Od roku 1945 studovala medicínu na Lékařské fakultě Univerzity Karlovy. Dne 25. února 1948 se zúčastnila pochodu studentů na Hrad, po únorovém převratu vystoupila ze strany na protest proti její kapitulaci před tlakem komunistů. V březnu 1948 byla jako politicky nespolehlivá po šesti semestrech studia vyloučena nejen z medicíny, ale i ze všech vysokých škol v Československu.
V roce 1949 se vdala za JUDr. Jiřího Kavalíra, soudce Krajského soudu v Praze a člena KSČ, který později působil jako legislativec na ministerstvu vnitra. Pracovala jako vrchní sestra v Závodním ústavu národního zdraví Jáchymovské doly. Podle spisu StB s krycím názvem „Zpěvačka“ byla zaměřená proti režimu.
V roce 1956 byla zatčena a odsouzena ve vykonstruovaném procesu za údajnou vlastizradu a špionáž. Z vězení byla propuštěna v roce 1959. Poté pracovala jako pomocná dělnice, dělnice na soustruhu a později jako úřednice Národního výboru v Praze 9.
Kavalírová byla v době normalizace 18 let zaměstnána na ministerstvu práce a sociálních věcí jako samostatný odborový referent. Podle dotazníku z roku 1978, podepsaného Kavalírovou a zveřejněného v říjnu 2009 iDnes byla členkou Svazu československo-sovětského přátelství, ROH, kde zasedala v úsekovém výboru a provozní komisi, Československého červeného kříže, Československého svazu žen, kde byla v Ústředním výboru, Československého svazu pro tělesnou výchovu. Kavalírová to popírala a zpochybňovala pravost dokumentu.

## Konfederace politických vězňů
Po revoluci se ujala vedení KPV, kde po dlouhou dobu tolerovala příslušníky StB. Od roku 2006 pravidelně jezdila na kongresy ODS, kde mimo jiné prohlašovala, že apolitická Konfederace má směrovat doprava a podporuje jednu část politického spektra.
Její autoritativní činnost a vedení KPV bylo předmětem kritiky. Jednání a volby předsednictva byly neveřejné, média na ně měla vstup zakázán, stejně jako kritici vedení z řad členů. Podle kritiků jim Kavalírová v rozporu se stanovami pozastavovala členství, nebo je přímo vylučovala.
Poprvé Kavalírová pozastavila členství Vladimíru Hučínovi, bývalému pracovníku BIS. Ačkoli ho soud po letech osvobodil, jeho členství v KPV obnoveno nebylo. Stejně tak postupovala s těmi, kteří se Hučína zastali a Kavalírovou kritizovali. Ústřední revizní komise v srpnu 2009 konstatovala, že předsednictví ani rada KPV nemají oprávnění členy vylučovat, to může jen sněm místní pobočky, a dále že důvodem vyloučení nemůže být kritika.
Proti této praxi Kavalírové protestovala například pobočka KPV v České Lípě, koncem 2009 se vzbouřila celá pražská pobočka KPV. Zdena Mašínová, sestra bratrů Mašínů, odmítla převzít od ministryně obrany Vlasty Parkanové vyznamenání s odkazem na přítomnost Kavalírové ve stejné místnosti.
Jak v závislosti na Hučínovi tak bez jakékoli návaznosti na něj byla vedením KPV a samotnou Kavalírovou vyloučena celá řada dalších členů, mimo jiné i František Zahrádka, který má neobyčejnou zásluhu na vzniku a existenci Muzea třetího odboje ve Vojně u Příbrami, nositel Řádu Tomáše Garrigua Masaryka.
Také další vystoupení paní Kavalírové vyvolávala protesty. Z pozice předsedkyně konfederace ostře kritizovala odhalení pomníku císaře Františka Josefa I. ve Františkových Lázních, jež proběhlo roku 2002 za přítomnosti ministra zahraničí ČR Cyrila Svobody a Otty von Habsburga. Podle ní šlo o nežádoucí a zakonem zakázanou propagaci dynastie Habsburků. Kavalírová přehlédla, že zákon o zákazu šíření symbolů habsburské vlády byl v Československu zrušen roku 1933.

## Ocenění
Kavalírová obdržela Svatováclavskou medaili (2004), Medaili cti a vděčnosti Společnosti Jana Masaryka a Řád Tomáše Garrigua Masaryka za vynikající zásluhy o stát v oblasti rozvoje demokracie, humanity a lidských práv (2006).
Získala 2. místo v anketě Zelená perla 2011 za výrok, který pronesla na 22. kongresu ODS: "Proč jsem dala do souvislosti komunisty a kůrovce? Oni mají přece mnoho společného, vždyť jde o stejnou zákeřnost a bezohlednost a ničí vše živé, co se jim postaví do cesty, a bylo by dalších jiných negativních věcí a vy to víte. Nikdy nepřestane boj politických vězňů proti komunistům, ale v boji proti kůrovci musí povstat celá naše země.“ V prosinci 2012 byla Senátem ČR opět zvolena do Rady Ústavu pro studium totalitních režimů.